# Triaenodes dysmica
Triaenodes dysmica là một loài Trichoptera trong họ Leptoceridae. Chúng phân bố ở miền Australasia.